# ビクター・コンテ
ビクター・コンテ（Victor Conte, 1950年 - ）は、アメリカ合衆国カリフォルニア州フレズノ出身。タワー・オブ・パワーの元ベーシスト、栄養補助食品会社のバルコ（BALCO）創設者。

## 経歴
1970年代にタワー・オブ・パワーのベーシストとして活動。ビクター・コンテがベースギターを担当し、いとこのブルース・コンテはエレキギターを担当していた。
1984年にカリフォルニア州バーリンゲームにおいて栄養補助食品会社のバルコ（BALCO）を創業。当初は完全に合法なサプリメントを販売していたが、サプリメントとアナボリックステロイドが作用し合うとより速く筋肉を構築し、より迅速に回復出来るようになる事を知り、1988年からは運動能力向上薬物も扱うようになった。
2013年12月現在、ボクサーの栄養アドバイザーを務めており、アミール・カーン、デメトリアス・アンドラーデ、ショーン・ポーター、エドウィン・ロドリゲス、ザブ・ジュダー、アンドレ・ベルト、ノニト・ドネアなどの選手を担当している。

## 薬物スキャンダル
2003年の夏にトレバー・グラハムがUSADAへ匿名で微量のステロイド剤のクリア（THG）が入った注射器を送り付け、バルコのTHG提供疑惑が浮上した（バルコ・スキャンダル）。9月3日に内国歳入庁、食品医薬品局（FDA）、サンマテオ麻薬特別捜査班、USADAの連邦捜査官がバルコの事務所の家宅捜索を行い、コンテはその日に捜査官による事情聴取に応じた。内国歳入庁の覚書によると、「クリアやクリーム（クリアとセットで使用）を数十人のエリートアスリートに販売していた」と認めたとされる。「クリアはアナボリックステロイドの効果がある液体で選手の運動能力を高められる」「クリームは他から入手したテストステロンとエピテストステロンを組み合わせたもので、選手が自分の肌に塗ってドーピング検査をパス出来る」とそれぞれの薬物について説明した。しかし、コンテはのちにこの覚書に記載されていた証言内容を否定した。
2004年12月3日にはABCのインタビューに答え、マリオン・ジョーンズ、ティム・モンゴメリ、ドウェイン・チェンバース、ケリー・ホワイト、ビル・ロマノフスキーに禁止薬物を渡していたと証言した。 バリー・ボンズが禁止薬物を使用したか否かについては、ボンズの専属トレーナーであるグレッグ・アンダーソンに渡したがその先は不明とした。 ジョーンズはシドニーオリンピックの数週間前から使用を始め、終了後も使用を続けた。その間に何度もドーピング検査を受けたが、1度も陽性反応は出なかったという。バルコから提供された薬物を使い、検査で陰性だった選手が他にも多数いたと語っている。
2005年7月15日に司法取引が成立し、コンテは禁止薬物の流通と資金洗浄の罪を認めた。10月18日に司法取引によって大きく減刑され、懲役4か月と保護観察4か月の判決が下った。翌2006年3月30日に服役を終えて出所したが、ボンズへの薬物提供について認めたとされる報道については否定した。1週間前の3月23日にコンテの弁護人が漏洩させた裁判資料などの情報をもとに、サンフランシスコ・クロニクル紙記者2人がボンズの薬物使用歴を大きく取り上げた『ゲーム・オブ・シャドウズ』を出版している。
「ロンドンオリンピックに出場している選手の6割が禁止薬物を使用している」と発言するなど、出所後も数々の爆弾発言で話題を提供している。